# لن دارلینگ (بازیکن فوتبال)
لن دارلینگ (انگلیسی: Len Darling; ۹ اوت ۱۹۱۱ – ۶ فوریهٔ ۱۹۵۸) بازیکن فوتبال بود.
از باشگاه‌هایی که در آن بازی کرده‌است می‌توان به باشگاه فوتبال برایتون اند هوو آلبیون اشاره کرد.